# T.S.☆LAB!! 栃木サッカー研究所
T.S.☆LAB!! 栃木サッカー研究所（ティーエスラボ!! とちぎサッカーけんきゅうしょ）は、とちぎテレビで毎週木曜日の夜に放送されていた「栃木にサッカー文化を根付かせるためには？」をコンセプトにしたスポーツ番組。だが、実際の内容は栃木SCの応援番組であり、県内の他のサッカーチーム（JFL所属の栃木ウーヴァFCや関東サッカーリーグ1部所属のヴェルフェたかはら那須など）の情報は取り扱われなかった。「T.S.☆LAB」は「TOCHIGI SOCCER LABORATORY」の略。2014年3月3日放送開始。栃木SCのJ3降格に伴い、2015年12月終了。ただし、2016年3月12日にJ3開幕直前スペシャルが放送された。

## 概要
2009年3月から2013年12月まで放送されていたJ2リーグに所属する栃木SCの応援番組「TOCHIGI FIGHTING!!SC一枚岩」の後継番組である。
前番組の準レギュラーであったインスタントジョンソン スギ。とサッカー解説者の佐藤悠介の2人による対談形式で番組を進行。真っ白な背景に椅子が2脚のみという非常にシンプルなセットや栃木SC、Jリーグ、サッカー文化についての専門的な会話など、前番組に比べバラエティ色が排され、内容が大幅に刷新された。
2014年4月21日放送に、初のゲストとして栃木SCキャプテン廣瀬浩二が出演した。また、番組の新プロジェクトとして、子供を対象にしたサッカーのテクニカルスクール「夢 LAB!!」の開催を発表した。

## 番組内容
- MACH LAB!!
  - 直近ゲーム振り返りと次節の展望を佐藤悠介が解説。
- SC LAB!!(不定期)
  - 栃木SC選手へのインタビュー。
- TALK LAB!!
  - 放送初めの頃は、モニターに表示される8つのキーワードの中の1つについて、スギ。と佐藤悠介が対談していたが、その後モニターは使用されなくなった。ゲスト出演時には放送されない場合がある。
- 夢 LAB!!(不定期)
  - サッカースクールの様子や生徒達からの質問にレギュラー出演者が答えるQ&A。

## 放送時間
- 2014年3月3日～2015年3月23日（12月～2月の中断期間有）
  - 毎週月曜 22:00～22:30
  - 再放送 毎週土曜日 7:00～7:30
- 2015年4月2日～2015年12月25日
  - 毎週木曜 22:30～23:00
  - 再放送 毎週土曜日 7:00～7:30

## 特別番組
- 2016年（平成28年）
  - 3月12日 19:30-20:00「栃木SC開幕特番」ゲスト：横山雄次（栃木SC監督）
  - 6月25日 20:00-20:30「地方都市におけるプロスポーツチームのあり方」ゲスト：中西哲生

## 出演者一覧
レギュラー出演者
- インスタントジョンソン スギ。
- 佐藤悠介

アシスタント
- 近内愛実

ナレーター
- DJ TETSU

ゲスト出演者(選手以外)
- 名波浩（サッカー解説者）…VTRで出演し、佐藤悠介と対談
- 米山篤志（東京23FC監督）…スギ。欠席の回にスタジオで佐藤悠介と対談
- 鈴江晴彦（フリーアナウンサー、スカパー!Jリーグ中継栃木SC担当）

## 番組テーマ曲
- オープニング曲
  - 「Lily」 Dragon Ash
- エンディング曲
  - 「呼吸」 DIRTY OLD MEN (2013年～ 栃木SC公式応援ソング)